# Thank U, Next (album)
Thank U, Next peti je studijski album američke pjevačice Ariane Grande. Album je 8. veljače 2019. objavila diskografska kuća Republic Records. Nakon objavljivanja svog prethodnog studijskog albuma Sweetener (2018.), Grande je počela raditi na novom albumu u listopadu iste godine, pozivajući pisce i producente kao što su Tommy Brown, Max Martin, Ilya Salmanzadeh i Andrew Pop Wansel. Album je nastao usred osobnih dodađaja iz Arianinog života, uključujući i smrt njezina bivšeg dečka Mac Millera i raskid s njezinim bivšim zaručnikom Pete Davidsonom.
Thank U, Next je također ime Arianinog novog, ali ne i prvog, parfema. U Americi izlazi 18.8.2019.

## O albumu
U rujnu 2018., Grandein bivši dečko, reper Mac Miller, umro je od predoziranja. Sljedećeg mjeseca Grande je najavila da će se odmoriti od glazbe. Istog mjeseca, međutim, Grande je otkrila da je bila u studiju radeći na novoj glazbi, te je najavila Sweetener World Tour (2019). Izjavila je da će turneja podržati i njen četvrti studijski album, Sweetener (2018.) i njezin nadolazeći peti studijski album.  Kasnije, u listopadu 2018., Grande je prekinula svoje zaruke sa svojim zaručnikom Peteom Davidsonom.
Grande je počela snimati album u listopadu 2018., manje od dva mjeseca nakon objavljivanja svog prethodnog albuma Sweetener. Snimila je svoj album u studiju Jungle City u gradu New Yorku.
Grande se odlučila za suradnju s producentima i tekstopiscima s kojima je već bila prijateljica i koje je poznavala, navodeći odluku "nekako mi je spasila život. To je bilo nekakvo super izazovno poglavlje koje je isisavalo, a onda su ga moji prijatelji učinili nevjerojatnim i posebnim." Brown je producirao najviše pjesama s pet, a na produkciji je surađivao s Charlesom Andersonom i Michaelom Fosterom iz Društvene kuće. U međuvremenu, Max Martin i Ilya Salmanzadeh zajedno su proizveli četiri pjesme. 
Tekstopisac Victoria Monét izjavila je da Grande i njezin tim rade brzo, pišući i snimajući "devet pjesama ili tako" nakon tjedan dana. Za razliku od prethodnih albuma, većina snimanja završena je nakon samo dva tjedna. Grandein tim uvijek je u studiju imao šampanjac, osobito Veuve Clicquot, kako je kasnije spomenuto u suradnji s Monét, "Monopoly". Monét je koautor šest pjesama albuma, uključujući i "Ghostin", što je bila prva pjesma napisana za album i koja je najduže napisana. Grande je to opisala kao najtežu pjesmu za pisanje albuma i najprije je tražila da pjesma ne bude uključena u konačni popis pjesama.

### Singlovi
Naslovna pjesma albuma objavljena je kao prvi singl s Thank U, Next 3. studenog 2018. godine, bez prethodne najave. Komercijalno, singl je bio ogroman uspjeh, dostigavši broj jedan na ljestvicama 12 zemalja i razbivši niz ploča, uključujući rekord za većinu predstava u jednom danu od strane umjetnice u Spotifyu. Pjesma je također postala Grandein prvi singl na američkom Billboard Hot 100. Pjesmu je izvela 7. studenog na izložbi The Ellen DeGeneres Show.  Njegov prateći glazbeni spot objavljen je 30. studenog, koji je razbio ploče i za najgledaniji glazbeni spot na usluzi YouTube u roku od 24 sata i najbrži video za Vevo koji je dosegnuo 100 milijuna prikaza na usluzi YouTube. 
"7 Rings" objavljen je kao drugi singl 18. siječnja 2019.  Pjesma je također bila komercijalno uspješna, a na vrhu ljestvice 15 zemalja, uključujući SAD, debitirajući na vrhu Billboard Hot 100, Grande je treća ženska izvođačica koja ima dvije ili više pjesama koje debitiraju na vrhu Hot 100. napravio je Grande trećim umjetnikom u povijesti koji je imao album s dvije pjesme koje su debitirale na prvom mjestu Hot 100, nakon Drakeova Scorpiona 2018. i Mariah Carey's Daydream 1995.  "7 Rings" također je oborio rekord za najbrže emitiranu pjesmu u 24 sata na Spotifyu, gdje je globalno primio 14,9 milijuna streamova. Dobila je općenito mješovite kritike glazbenih kritičara.
"Break Up With Your Girlfriend, I'm Bored" objavljen je kao treći singl 8. veljače 2019., istog dana kada je album objavljen. Pjesma je debitirala na vrhu ljestvica u Irskoj i Velikoj Britaniji. U potonjem, Grande je postala prva umjetnica koja se zamijenila na prvom mjestu na ljestvici i pridružila se samo trima drugim umjetnicima u tri singla u top-ljestvici za manje od 100 dana. Kako je pjesma postala njezin peti singl u Irskoj, Grande sada drži i rekord za najveći broj u desetljeću 2010. na ljestvici, uz Rihannu. "Break Up with Your Girlfriend, ja sam " debitirao je na drugom mjestu Billboard Hot 100, postajući Grandeov 13. top deset singl na ljestvici. S ovim singlom na drugom mjestu, "7 Rings" na prvom mjestu i "Thank U, Next" na broju tri, Grande je postala prvi umjetnik koji je monopolizirao prva tri na ljestvici od The Beatlesa 1964. godine.

### Promotivni singlovi
"Imagine" objavljen je kao jedini promotivni singl albuma 14. prosinca 2018. Grande je izvela pjesmu na The Tonight Showu u kojoj glumi Jimmy Fallon 18. prosinca. 

### Naslovnica albuma
Thank U, Next  izdanje objavljeno u svijetu 8. veljače 2019, od strane Republic Records. Na omotnici albuma, koju je snimio Alfredo Flores, Grande pokazuje naopako na podu s naslovom albuma naslikanim na vratu. Digitalno izdanje obuhvaća ružičastu granicu, dok fizičko izdanje ima crnu obrub. Naslov albuma nazvan je po Grandeu i njezinoj prijateljici Victoriji Monét.

## Sweetener World Tour
Dana 25. listopada 2018. godine Grande je službeno najavila turneju Sweetener World Tour, u promociji i Thank U, Next i Sweetener (2018.). Turneja je započela 18. ožujka 2019. godine, a prvi put se sastojao od 53 predstave diljem Sjeverne Amerike. Druga etapa započet će 17. kolovoza 2019. godine, a sastoji se od 28 predstava diljem Europe. Normani i Društvena kuća bili su najavljeni kao otvaranja za sjevernoameričke datume turneje.

## Popis pjesama[1]
| 1.    | »Imagine«                                  | Andrew Wansel,Nathan Perez,Priscilla Renea,Jameel Roberts,Ariana Grande                                            | Pop Wansel, Happy Perez         | 3:32 |
| 2.    | »Needy«                                    | Grande, Victoria Monét, Tayla Parx,Tommy Brown                                                                     | Brown                           | 2:51 |
| 3.    | »NASA«                                     | Grande,Monét,Parx,BrownCharles Anderson                                                                            | Brown,Anderson                  | 3:02 |
| 4.    | »Bloodline«                                | Grande,Max Martin,Ilya Salmanzadeh,Savan Kotecha                                                                   | Martin,Ilya                     | 3:36 |
| 5.    | »Fake smile«                               | Wansel,Perez,Renea,Kennedi Lykken,Justin Tranter,Grande,Joseph W. Frierson,Mary Lou Frierson                       | Pop Wansel,Happy Perez          | 3:28 |
| 6.    | »Bad idea«                                 | Grande,Martin,Salmanzadeh Kotecha                                                                                  | Martin,Ilya                     | 4:27 |
| 7.    | »Make Up«                                  | Grande,Monét,Parx,Brown,Brian Baptiste                                                                             | Brown,Baptiste                  | 2:20 |
| 8.    | »Ghostin«                                  | Grande,Martin,Salmanzadeh,Kotecha,Monét,Parx                                                                       | Martin,Ilya                     | 4:31 |
| 9.    | »In My Head«                               | Wansel,Grande,Perez,Brittany "Chi" Coney,Denisia Andrews,Lindel Deon Nelson, Jr.                                   | Pop Wansel,Happy Perez,NOVA Wav | 3:42 |
| 10.   | »7 Rings«                                  | Grande,Monét,Parx,Njomza Vitia,Kimberly Krysiuk,Brown,Michael Foster,Anderson,Richard Rodgers,Oscar Hammerstein II | Brown,Anderson,Foster           | 2:58 |
| 11.   | »Thank U, Next«                            | Grande,Monét,Parx,Vitia,Krysiuk,Brown,Foster ,Anderson                                                             | Brown,Foster,Anderson           | 3:27 |
| 12.   | »Break Up with Your Girlfriend, I'm Bored« | Grande,Martin,Salmanzadeh,Kotecha,Kandi Burruss,Kevin Briggs                                                       | Martin,Ilya                     | 3:10 |
| 41:11 |                                            | |                                 |      |